# Programa de Política de Drogas (PPD)
El 'Programa de Política de Drogas (PPD)’ es una asociación civil que estudia, desde las ciencias sociales, la militarización en México, la violencia del crimen organizado, las drogas ilícitas, la política de drogas y sus consecuencias en diversas áreas a corto, mediano y largo plazo. Hasta 2023 estuvo adscrito al Centro de Investigación y Docencia Económicas (CIDE) de la Sede Región Centro en Aguascalientes.

## Orígenes y objetivos
El PPD se creó como un espacio académico para estudiar la política de drogas y sus consecuencias desde un enfoque multidisciplinario y desde una perspectiva social. El propósito del PPD es generar investigación original que ayude a incidir y evaluar la política de drogas para detectar sus problemáticas en América Latina y en México, y proveer recomendaciones de política pública que ayuden a solventar dichas problemáticas.

## Líneas de investigación
El PPD es un programa interdisciplinario que evalúa el fenómeno de las drogas y las políticas de drogas desde las ciencias sociales. La planta de investigadores está compuesta por sociólogos, demógrafos, internacionalistas, abogados y politólogos, entre otros. Desde esta perspectiva interdisciplinaria, el PPD cuenta con tres líneas de investigación:

### Violencia, militarización y crimen organizado
Tras la creación de la Guardia Nacional, la administración de Andrés Manuel López Obrador aprobó un decreto presidencial en mayo de 2020 para militarizar la seguridad pública en el país. Así se formaliza el proceso de militarización que el gobierno mexicano inició con la mal llamada «guerra contra las drogas» en 2007. La falta de rendición de cuentas y la opacidad de los militares para brindar información se agravó con este nuevo decreto, ya que no se precisó cómo se implementará una rendición de cuentas efectiva o cómo se responsabilizará al ejército por violaciones de derechos humanos, tales como detenciones arbitrarias y desapariciones forzadas.[cita requerida]
La militarización de la seguridad pública en México no estuvo acompañada de una disminución de la violencia en el país. Por el contrario, la tasa de homicidios por 100 mil habitantes creció exponencialmente desde 2008 y el número de desaparecidos y la incapacidad del gobierno por investigar su paradero generaron una crisis humanitaria atendida solamente por los familiares de las víctimas. 
Las investigadoras e investigadores del PPD desarrollan esfuerzos  para generar y analizar información con el fin de entender más profundamente la situación de la violencia actual; asimismo, con el objetivo de dar recomendaciones de política pública que ayuden a disminuir y a abordar de mejor manera la crisis de seguridad generada, no únicamente por la evolución del crimen organizado, sino también por la militarización de la seguridad pública.

### Regulación de mercados de sustancias ilícitas
En 35 estados de la Unión Americana existen mercados legales para marihuana medicinal y en 15 (más el Distrito de Columbia) para su uso adulto. En el Distrito de Columbia, además, la persecución del cultivo, comercio, transporte, posesión y distribución de plantas enteógenas como la psilocibina dejó de ser una prioridad para las fiscalías. En el Estado de Oregón, se aprobó descriminalizar la posesión de sustancias ilícitas como la cocaína, heroína, LSD, metanfetaminas, entre otras. En lugar de ser sancionado con cárcel, se impondrá una multa de $100 USD, que pueden evitarse participando en un programa de salud. Canadá y Uruguay, ya cuentan con mercados regulados de drogas, mientras que otros países como los Países Bajos o Portugal han optado por modelos de descriminalización.
En México, en 2018 por quinta ocasión la Suprema Corte de Justicia declaró inconstitucional la prohibición absoluta de la marihuana, lo que obliga a todos los tribunales del país a emitir sentencias en el mismo sentido y al Congreso a eliminar las normas declaradas inconstitucionales. Además, a finales del 2020, el Senado aprobó una propuesta de Ley General para la Regulación del Cannabis. Sin embargo, la ley no retira el cannabis del sistema penal e incluye mecanismos regulatorios que serán perjudiciales para los pequeños cultivadores y productores. El dictamen aprobado sólo atañe a la regulación de la marihuana, dejando intacta la prohibición de otras sustancias y el enfoque punitivista que hoy orienta la política de drogas en el país. 
El PPD contribuye a la generación y análisis de propuestas de regulación de todas las sustancias (lícitas e ilícitas). El equipo de investigadores e investigadoras abona al debate público nacional e internacional con análisis normativos y con la generación de evidencia que sustente marcos regulatorios más justos y respetuosos de los derechos fundamentales.

### Uso de sustancias y reducción de daños
En México, el modelo predominante para atender el fenómeno de uso de drogas desde la perspectiva del control de la demanda ha sido la abstinencia. El grueso de la oferta de servicios públicos está dirigida a personas que nunca han consumido sustancias o a quienes han transitado a patrones de uso problemático y/o dependencia. No existen alternativas para las personas que inician su consumo o tienen usos ocasionales o habituales, pero no problemáticos, que conforman la mayoría de la población usuaria de sustancias.
En el PPD se estudia el uso de sustancias psicoactivas desde una perspectiva de reducción de riesgos y daños. Este enfoque hace alusión a políticas, programas y estrategias de intervención que buscan reducir los efectos adversos del uso de sustancias psicoactivas, fortaleciendo la capacidad de las personas usuarias para tener un mayor control sobre sus vidas y su salud, sin que se requiera la reducción de sus consumos o la abstinencia para gozar de sus derechos fundamentales.
Desde la perspectiva de reducción de riesgos y daños, el PPD sostiene que el uso de sustancias legales e ilegales es inevitable, pero no así los efectos negativos que pueden tener estos consumos en las biografías de las personas usuarias. Por ello proponen un análisis de los contextos sociales, culturales, económicos y políticos que potencian los efectos nocivos del uso de sustancias en comunidades específicas. Asimismo, profundizan en la comprensión de los significados y motivaciones asociados al consumo de sustancias en los contextos de vida de las personas usuarias para promover alternativas de tratamiento acordes a sus necesidades, así como procesos de participación e incidencia política tendentes a promover los derechos fundamentales de estas poblaciones.

## Plataforma de Proyección de Datos Abiertos (PPData)
Es un tablero o panel de control interactivo creado dentro de la página del PPD para que los usuarios puedan visualizar gráficamente las bases de datos que se han obtenido como resultado de las investigaciones. En PPData existen dos bases actualmente:

### Inventario Nacional de lo Militarizado
Es una lista descriptiva y detallada de las funciones, actividades y facultades de carácter civil que entre 2006 y 2021 han sido asignadas a las Fuerzas Armadas o a la Guardia Nacional en su carácter de fuerza de seguridad militarizada. Para estos efectos, la militarización se entiende en tres sentidos: 1) la adopción de prácticas castrenses en instituciones formalmente civiles; 2) la transferencia de actividades, funciones y facultades civiles al ejército y la marina, y 3) la transferencia de recursos asignados originalmente a instituciones civiles a las Fuerzas Armadas. Las fuentes para su elaboración fueron solicitudes de acceso a la información, comunicados institucionales de prensa y fuentes oficiales de información. Entre 2006 y 2021, a las Fuerzas Armadas se les han asignado al menos diez facultades que nada tienen que ver con la disciplina militar en temas de salud, educación, obras públicas y política social. 

### Presencia Criminal en México
Es una base de datos que identifica 150 grupos criminales en todo el país. A partir de la técnica de programación web-scrapping de fuentes abiertas, un equipo de investigadores e investigadoras elaboró la base de datos de presencia criminal en México 2020 (BACRIM-2020). Se documentó la información sobre el tipo de actividad que desarrollan los grupos criminales, tales como enfrentamientos, presencia no violenta e intervenciones del Estado en contra de estos grupos. También se identificaron las alianzas y rivalidades que existen entre los grupos y se creó una tipología de estos que abarca grupos desde pandillas locales hasta organizaciones consolidadas a nivel nacional. La base se construyó a partir de fuentes abiertas encontradas en internet, por lo que cualquier información respecto a la presencia criminal en el país publicada en otros medios no está incluida en esta investigación.

## Proyectos
Los proyectos son realizados por los investigadores y asistentes del PPD con temáticas que derivan de las líneas de investigación sobre militarización, regulación, salud y violencia.

### Militarización
- Sub-base “Combates”. Esta base de datos replica lo más cercanamente posible a la base de datos “madre” que fue recibida por el PPD de una fuente anónima a finales de 2012. En dicha base madre, el gobierno federal registraba 36,066 eventos violentos relacionados con el narcotráfico y su “combate” en México entre 2006 y 2011. Se componía de tres sub-bases de datos que registraban agresiones, enfrentamientos y ejecuciones. Fue sometida a un proceso de codificación para eliminar información delicada, posibilitando en consecuencia su publicación y se convirtió en esta sub-base "Combates" que incluye la selección de eventos de las sub-bases “agresiones” y “enfrentamientos” en los que estuvieron involucradas de un modo u otro las fuerzas públicas (cuerpos policíacos o fuerzas armadas) durante intercambios de fuego.

- Monitor del Uso de la Fuerza Letal en América Latina y el Caribe. Como resultado de su monopolio de la violencia legítima, los Estados ocasionalmente emplean la fuerza letal contra sus propios ciudadanos. Este uso, sin embargo, debe ser siempre excepcional y sujetarse a estrictos límites legales para evitar abusos y violaciones a los derechos humanos. El Monitor de Uso de la Fuerza Letal en América Latina y el Caribe construyó y comparó una serie de indicadores para evaluar el uso de la fuerza letal en ocho países de la región: Brasil, Chile, Colombia, El Salvador, Jamaica, México, Trinidad y Tobago y Venezuela. El objetivo fue desarrollar indicadores comunes y una metodología compartida para monitorear la fuerza letal de una manera que permita la revisión compartida y la comparación internacional.
- Encuesta sobre militarización en tiempos de pandemia. La reasignación de tareas que son responsabilidad de la población civil a través de la militarización atenta directamente contra la democracia liberal. Este análisis abona a la comprensión de cómo la población percibe la militarización, las violaciones a derechos humanos, la violencia y la política de drogas. Para ello se realizó una encuesta de 10,244 personas en la red social Facebook, en el marco del incremento de las funciones militares que la administración actual en México ha implementado. La encuesta estudia las experiencias y actitudes ciudadanas durante la gran expansión de la militarización en México que se dio durante el COVID-19.
- Cadena de mando. El objetivo de este proyecto es entender cómo miembros de las fuerzas armadas mexicanas, específicamente miembros del Ejército mexicano, actúan en el contexto de la guerra contra las drogas. Específicamente, se busca analizar, a través de entrevistas a profundidad a personal militar y solicitudes de información, cómo los ciudadanos que se enlistan en las filas del Ejército terminan realizando actos violentos (por ejemplo, ejecuciones extrajudiciales), se convierten en “profesionales de la violencia” y aprenden a usar cotidianamente la violencia extrema (por ejemplo, la tortura). Con ese fin se analiza cómo funciona el Ejército como institución y cómo funciona la cadena de mando entre sus miembros.
- La política de drogas en México 2006-2012: análisis y resultados de una política prohibicionista. A pesar del debate sobre la materia que se ha presentado en la esfera internacional, el gobierno de Felipe Calderón combatió "frontalmente" al crimen organizado, reformando el marco legal para perseguir aquellos crímenes relacionados con el tráfico de drogas ilícitas e involucrando a distintos niveles de gobierno en la guerra contra las drogas. Este proyecto tiene como objetivo recopilar la información existente sobre la política de drogas en México durante el sexenio de Calderón (2006-2012), revisando las estadísticas disponibles, los cambios en el marco legal y los programas gubernamentales existentes.

### Regulación
- Prohibición en San Luis Potosí. El informe pretende recopilar, analizar o presentar la evidencia básica para poder tener un debate informado sobre el impacto que la implementación de la prohibición y otras políticas públicas relacionadas con las drogas tienen en la sociedad y en las instituciones de San Luis Potosí. Asimismo, ofrece recomendaciones concretas para mejorar la atención a usuarios y minimizar los efectos negativos de la prohibición y de la represión; así también, para empezar a revisar las políticas de drogas a nivel estatal y rediseñar e implementar las intervenciones estatales.
- Could I Get a Cigarette for MXN 3.5? How Gender and Smoking Affect Cigarette Street Market Negotiation and Price Discrimination in Mexico City. Does buyer’s sex (smoking condition) affect the cigarettes’ prices that Mexico City street vendors are willing to charge? We conducted a naturally occurring field experiment to answer this question. By design, each observation of this experiment consisted in a negotiation for a given number of cigarettes and all observations were conducted following the same protocol.
- Política de drogas en las Américas. Este reporte es un esfuerzo para desarrollar una propuesta conceptual del papel del Estado frente a una nueva definición del problema de las drogas. En dicha región, resulta complicado observar una política de drogas homóloga e integral en términos de alcances y perspectivas considerando que éstas son en gran medida de corte prohibicionista, pero su enfoque es distinto de acuerdo con los contextos nacionales y los problemas concretos que enfrentan, llámense producción, trasiego, comercialización o consumo.

### Salud
- Testeando estimulantes: detección de fentanilo y reducción de daños en cuatro ciudades de México. Una intervención piloto. El fentanilo es un opioide sintético similar a la morfina entre 50 y 150 veces más potente. A pesar de tener un uso médico, se produce y se usa de forma ilegal y frecuentemente se relaciona con la epidemia de sobredosis en América del Norte. Con este estudio se espera tener una mejora en la salud colectiva de las personas participantes y una modificación de sus prácticas de uso orientándolas más al autocuidado por medio de decisiones informadas.
- Encarcelamiento y COVID-19. El estudio busca ofrecer un panorama general sobre cómo se vivió la pandemia por COVID-19 en el contexto carcelario mexicano. En particular, el estudio sistematiza las medidas implementadas por el gobierno nacional y los gobiernos locales frente al COVID-19 en las prisiones tanto federales como del fuero común y los efectos de dichas medidas en las condiciones de vida de las personas privadas de su libertad (PPL) y sus familiares.
- Hepatitis C / VHC Se requiere que desde la Secretaría de Salud en el nivel federal se impulse y fortalezca el trabajo de las Organizaciones de la Sociedad Civil en reducción de daños. Para ello, CENSIDA y CONADIC podrían impulsar de manera activa la construcción de alianzas estratégicas con las OSC y el planteamiento de metas específicas de reducción de daños que faciliten la asignación de presupuesto público federal para el financiamiento del trabajo comunitario necesario para cumplir las ambiciosas metas del PNEVHC.
- Aguascalientes Health, Education, Work and Drug Consumption Study (ESTyDrgs-Ags). The aim of the present study is to contribute an initial understanding of the nature of the drugs market in Mexico from a point of view of the demand. To keep the aim of the study financially and organisationally tractable, we decided to use the case of the state of Aguascalientes as a case for trying an initial approach to the topic.
- Bien Puestos. Protocolo para la reducción de riesgos y daños asociados al uso de sustancias psicoactivas. Manual para profesores y jóvenes. "Bien Puestos" responde a la necesidad de diseñar estrategias de educación sobre drogas dirigidas específicamente a jóvenes mayores de 15 años en contextos escolares, mismas que incorporen el componente de reducción de daños, junto con el de prevención universal. El objetivo es desarrollar una intervención para la prevención del uso de drogas en jóvenes, dada la percepción por parte de los agentes institucionales de una elevada prevalencia de consumo en esta población.

### Violencia
- The Vertical Border. El documental The Vertical Border (México, 2022) analiza lo que sucede cuando los migrantes forzados exigen dignidad y derechos. Millones de personas en todo el mundo están siendo desarraigadas de sus hogares y comunidades. Los centroamericanos huyen de la precariedad económica, el desastre climático, así como de la violencia estatal y criminal. La mayoría se dirige hacia México y Estados Unidos en busca de una vida digna, pero en México encuentran una gran barrera.
- Crimen organizado y FFSS durante la pandemia en México. Ante la crisis sanitaria causada por COVID-19 en México, tanto los grupos criminales como las fuerzas de seguridad respondieron modificando sus actividades y los tipos de presencia en el territorio. Un equipo de investigadoras e investigadores del Programa de Política de Drogas (PPD) realizó una búsqueda de internet utilizando palabras claves para identificar eventos que hubieran estado relacionados con el crimen organizado durante 2020.
- Homicidios en México: Su evolución en las últimas dos décadas y durante la pandemia por COVID-19. La tasa de homicidios en México ha aumentado drásticamente en las últimas dos décadas. Este aumento ha sido diferenciado en las distintas entidades federativas del país. Este documento analiza la evolución de la tasa de homicidios en México entre 1998 y 2019. Se muestra la tendencia nacional durante estas dos décadas y las trayectorias estatales.
- Base de datos CIDE-PPD: La 'Guerra Contra las Drogas' en México: registros (oficiales) de eventos durante diciembre de 2006 a noviembre de 2011. A inicios del sexenio de Enrique Peña Nieto, el Programa de Política de Drogas del CIDE recibió, anónimamente, un disco con diversos archivos. Al abrirlos se encontró que contenían tres bases de datos en las que se registraban eventos violentos que tuvieron lugar en el contexto de la llamada “guerra contra las drogas” durante el gobierno de Felipe Calderón, específicamente, entre diciembre de 2006 y noviembre de 2011.
- Forced Migration from Central America Project (FMCAP). El Proyecto de Migración Forzada desde Centroamérica (FMCAP) persigue tres objetivos. En primer lugar, recopilar, mediante entrevistas semiestructuradas con migrantes forzados, información detallada y contextualizada sobre las razones y los lugares de partida para entender cómo la violencia generada por diferentes actores o estructuras de opresión se convierten en factores de desplazamiento. En segundo lugar, trató de conocer las razones de la participación en la investigación y sus impactos emocionales en los entrevistados. En tercer lugar, pretende crear conciencia sobre la migración forzada e influir en las políticas públicas en Centroamérica, México y Estados Unidos.
- Mujeres desplazadas en México. Con el propósito de contribuir en la visibilización del problema de desplazamiento forzado por la violencia por el narcotráfico en México, el PPD recuperó relatos de mujeres desplazadas por causa de la violencia e identificó las condiciones en que son recibidas en el nuevo entorno: las carencias, necesidades y rechazo que padecen, junto con las estrategias, elecciones y fortalezas a las que recurren para sobrevivir.